# Артилерія (жанр відеоігор)
Артилерія або Обстріл — жанр відеоігор, в яких зазвичай відтворюються танкові битви. У процесі гри слід розрахувати траєкторію польоту снаряду, враховуючи силу, вітер та інші фактори. Артилерійські ігри — одні з найбільш ранніх відеоігор. Зазвичай їх вважають різновидом стратегічних ігор, проте інколи зараховують до шутерів.
Родоначальниками жанру були текстові ігри, які моделювали артилерію, виходячи з введених даних. Перша з них, написана мовою програмування BASIC і відома як Artillery, була написана Майком Форманом, а її код опублікований в журналі Creative Computing у 1976. Ця гра була відтворена і доповнена Лайаном і Брайеном Вестом 1977 і стала відома під назвою War 3. War 3, у свою чергу, була перероблена і 1979-го з'явилася під назвою Artillery 3. 

## Історія

### Поява графічних ігор
Рання версія першої артилерійської гри в сучасному розумінні з'явилася на платформі Apple II у 1980 році під назвою Artillery. Написана мовою Applesoft BASIC, гра ґрунтувалася на артилерійських іграх, опублікованих у журналі «Creative Computing», але на відміну від них, дозволяла гравцям бачити просте графічне зображення танків, поля бою і ландшафту замість тексту. Версія для Apple II додала в розрахункову формулу швидкість вітру. Лінії на екрані дозволяли гравцям бачити траєкторії снарядів, запущених раніше. Схожі ігри були створені для домашніх комп'ютерів, таких як Commodore PET.
Варіант Artillery для консолей з'явився незабаром після появи першої графічної версії. Гра для двох гравців під назвою Smithereens! була випущена 1982 для Magnavox Odyssey. У цій грі були присутні дві катапульти, які стояли з різних боків захисної стіни і метали каміння одна в одну. На відміну від більшості ігор у жанрі, ця гра не була покроковою. Популяризувала жанр гра Artillery Duel, випущена у 1983 для консолей Atari 2600 і ColecoVision, а також для домашніх комп'ютерів Commodore 64 і VIC-20. У ній були більш продуманий фон і ландшафт, а також проводився простий підрахунок швидкості вітру і було присутнє різне озброєння.

### Поява ігор на PC
Зі збільшенням популярності IBM PC, ігри жанру артилерії стали з'являтися і на цій платформі. В 1990 Кеннетом Морсом була створена гра Tank Wars і випущена Microforum для операційної системи MS-DOS. У ній вперше з'явилася можливість купівлі озброєння, а також можливість грати проти кількох комп'ютерних супротивників.
Вагомий внесок у розвиток жанру зробила Scorched Earth, створена Уенделлом Хайкеном в 1991. Ця гра додала до жанру можливість пересування, а також використання різних бонусів і додаткового спорядження, такого як щит або парашут. У грі був інтерфейс, керований мишею, який гравці могли самі налаштувати. Scorched Earth стала популярною shareware-грою для MS-DOS і першою, де танки билися в покроковій битві на двовимірному ландшафті. 

### Сучасні ігри

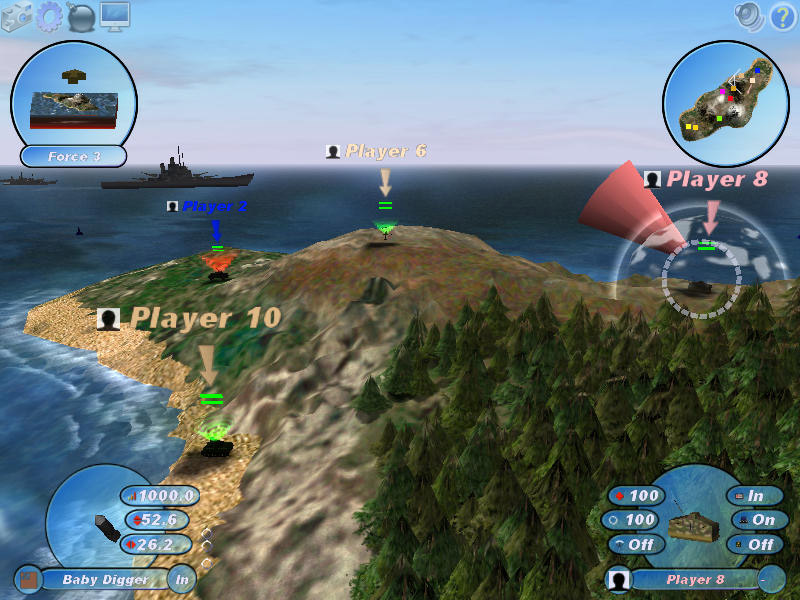
Scorched 3D

В 1995 Team17 Software випустила першу версію комічної гри Worms для Amiga, що започаткувала успішну однойменну серію. У Worms гравці управляють невеликим підрозділом хробаків, який бореться з ворожим підрозділом на ландшафті, що руйнується від вибухів. Як противник могли виступати як живий гравець, так і комп'ютер.
Першою тривимірною артилерійською грою стала Hogs of War (2000). Третя і четверта частини Worms також виконані в повному 3D.
В 2001 Гевін Кемп створив тривимірну артилерійську гру Scorched3D, засновану на класичній Scorched Earth. Scorched3D володіє можливістю багатокористувацької гри через Інтернет і локальну мережу.

## Найвизначніші ігри
1990-1995: Tank Wars, Scorched Earth, Worms 1, Worms 2,
1996-2000: Worms Armageddon, Hogs of War
2001-2008: Scorched 3D, Pocket Tanks Deluxe, Worms World Party, Worms Blast, Worms 3D, Worms Forts: Under Siege, Worms 4: Mayhem, Wormux, Hedgewars, Creature Conflict: The Clan Wars